# Evolución dirigida

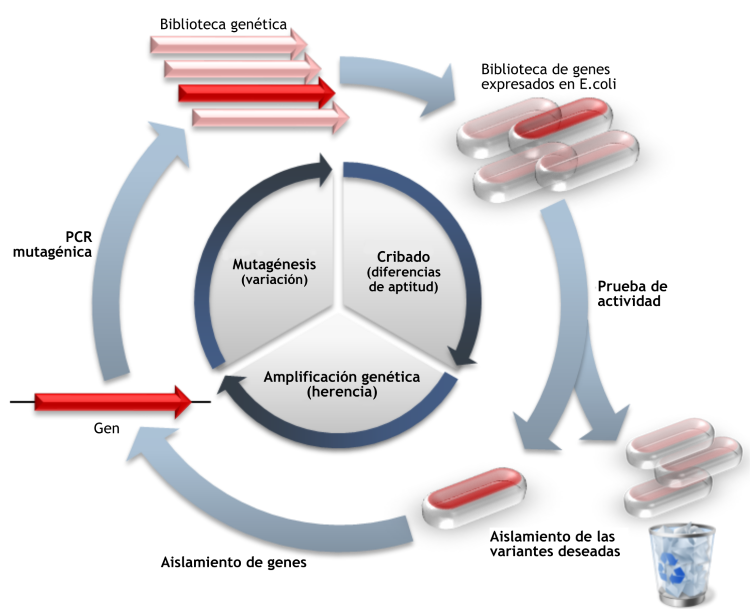
Ejemplo de evolución dirigida comparado con la evolución natural. El ciclo interior indica las 3 etapas del ciclo de evolución dirigida con el proceso natural imitado entre paréntesis. El círculo exterior muestra las etapas de un experimento típico. Los símbolos rojos indican variantes funcionales, los pálidos variantes con función reducida.

La evolución dirigida es un planteamiento técnico de la biotecnología que busca la generación y selección de variantes de proteínas de interés industrial. Para ello, emplea un enfoque de obtención artificial de dichas variantes basado en los mecanismos evolutivos de selección los clones de más interés.
Para ello, se efectúa un protocolo que conceptualmente posee tres pasos:
1. El fomento de la variabilidad en el ácido nucleico codificante de la proteína de interés mediante mutagénesis o recombinación al azar. Las técnicas usuales son la PCR en condiciones de baja astringencia (es decir, proclive a error) y el Barajado de ADN (en inglés, DNA shuffling).
2. Evaluación de las variantes mutantes de mayor interés y posterior selección. Por ejemplo, mediante ensayos bioquímicos de afinidad con un ligando.
3. Amplificación de los mutantes de interés. Puesto que la evolución dirigida suele realizarse a gran escala y la generación de variantes a gran escala, es preciso determinar el fundamento molecular de la característica de interés; es decir, clonar y secuenciar el ADN de los mutantes seleccionados.